# 莱迪尼昂
莱迪尼昂（法語：Lédignan，法語發音：[lediɲɑ̃]）是法国加尔省的一个市镇，位于该省中北部，属于阿莱斯区。

## 地理
莱迪尼昂（43°59'19"N, 4°6'23"E）面积6.93 平方千米，位于法国奧克西塔尼大區加尔省，该省份为法国南部沿海省份，南端濒地中海，北起顺时针与阿尔代什省、沃克吕兹省、罗讷河口省、埃罗省、阿韦龙省和洛泽尔省接壤。
与莱迪尼昂接壤的市镇（或旧市镇、城区）包括：马萨讷、艾格勒蒙、卡尔代、卡萨尼奥勒、圣贝内泽、圣让德塞尔。

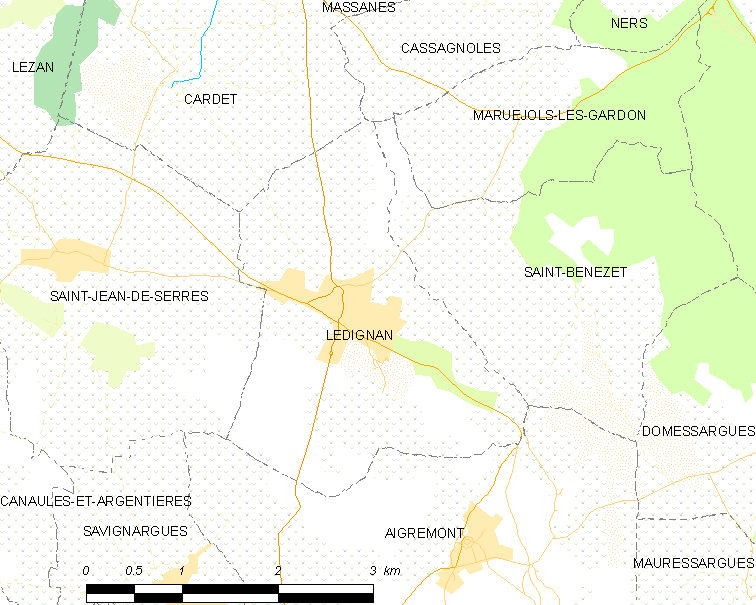
莱迪尼昂的OSM定位图

莱迪尼昂的时区为UTC+01:00、UTC+02:00（夏令时）。

## 行政
莱迪尼昂的邮政编码为30350，INSEE市镇编码为30146。

## 政治
莱迪尼昂所属的省级选区为基萨克县。

## 人口

1962-2008年间莱迪尼昂人口变化图示

莱迪尼昂于2022年1月1日时的人口数量为1520人。